# Kattvik
Kattvik is een plaats in de gemeente Båstad in het Zweedse landschap Skåne en de provincie Skåne län. De plaats heeft 68 inwoners (2005) en een oppervlakte van 21 hectare. De plaats grenst aan de Baai van Laholm en ligt op het schiereiland Bjäre. Landinwaarts wordt de plaats begrensd door zowel landbouwgrond als bos, ook grenst de fruitteelt aan de plaats en liggen de heuvels van de Hallandsåsen landinwaarts van de plaats. Er zijn onder andere een camping en een jachthaven bij Kattvik te vinden. De plaats Båstad ligt ongeveer vijf kilometer ten zuidoosten van het dorp.
Båstad · Förslöv · Torekov · Grevie · Östra Karup · Västra Karup · Rammsjöstrand · Eskilstorp en Hemmeslövs gård · Kattvik · Killebäckstorp · Axelstorp